# Ratko Varda
Ratko Varda (in serbo Ратко Варда?; Gradiška, 6 maggio 1979) è un ex cestista serbo naturalizzato bosniaco.

## Palmarès
- YUBA liga: 2

Partizan Belgrado: 1995-96, 1996-97
- Campionato polacco: 2

Prokom: 2009-10, 2010-11
- Campionato spagnolo: 1

Real Madrid: 2006-07
- Coppa di Jugoslavia: 2

Partizan Belgrado: 1999, 2000
- Coppa di Slovenia: 2

Union Olimpija: 2003, 2011
- Supercoppa polacca: 1

Prokom Gdynia: 2010